# Joseph Baeckelmans
Pour les articles homonymes, voir Baeckelmans.
Joseph Jean Marie Baeckelmans (Anvers, 29 décembre 1881 - Schaerbeek, 23 septembre 1915) était un architecte belge et membre de la résistance. Il a été reconnu coupable d'espionnage par l'occupant allemand pendant la Première Guerre mondiale et exécuté.

## Biographie

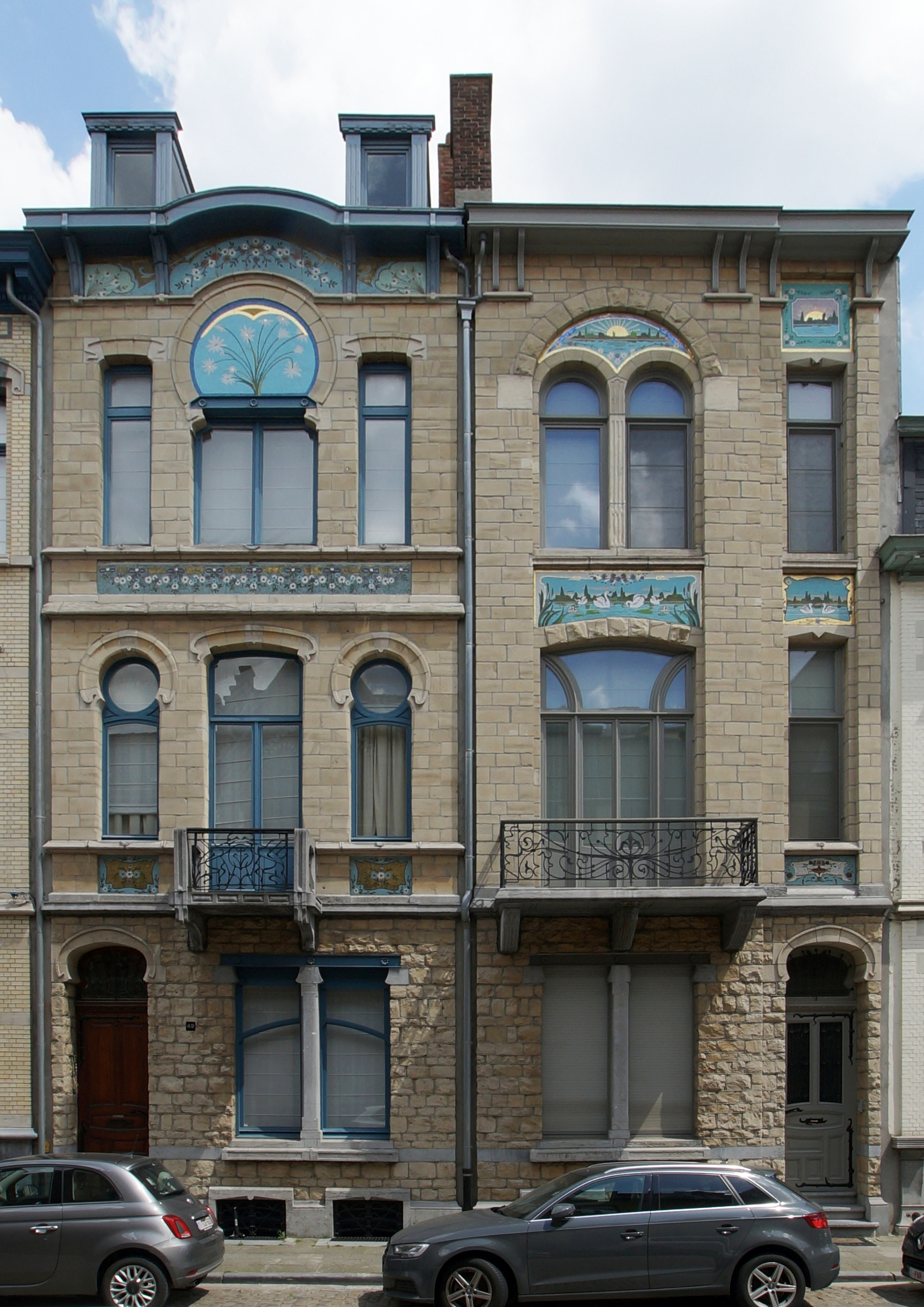
Berchem, Waterloostraat 49 (à gauche) et 51 (à droite). L’architecte a construit ces deux maisons pour sa propre mère (1905)

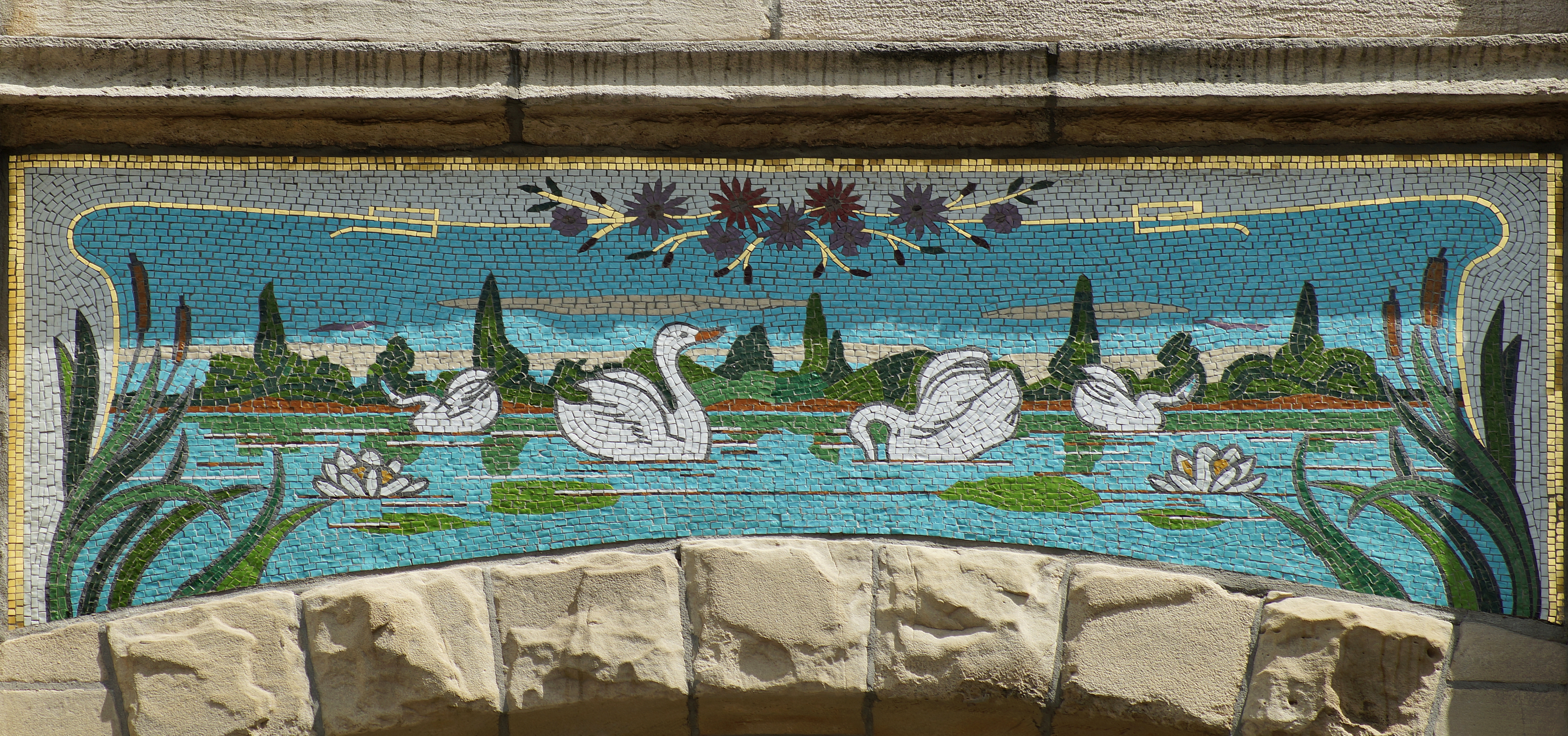
Berchem, Waterloostraat 51. Détail de la façade. (1905)

Joseph Baeckelmans était le fils de François Baeckelmans et de son épouse, Louise Van Meerbeeck.
Comme son père et son oncle Louis Baeckelmans, Joseph Baeckelmans est également devenu architecte.
Avant la guerre, il a conçu diverses maisons de ville et magasins à Anvers, notamment dans le quartier de Zurenborg. Il avait un frère jeune, Paulus, né en 1889.
Lorsque Baeckelmans était à Londres au début de 1915, Joseph Ide l'a approché. Ide lui a demandé de retourner en Belgique occupée et d'espionner les chemins de fer. Joseph Baeckelmans, très patriote, accepta, retourna en Belgique via les Pays-Bas en février de la même année et commença son travail de résistance en mars. Il a observé la circulation des trains et préparé des rapports à ce sujet.
Baeckelmans a été arrêté le 26 juillet 1915  par Polizeistelle A.
Il a refusé de citer des noms lors des interrogatoires  et a été condamné à mort le 14 septembre 1915 par un tribunal militaire allemand à Bruxelles.
Sur l'insistance de sa famille, il a présenté une demande de gratitude, mais sans résultat.
Le 23 septembre 1915, Baeckelmans et son ami Alexander Franck, également condamné à mort, eurent l'honneur douteux d'être les premiers combattants de la résistance à être abattus par les occupants allemands sur le champ de tir national.
Au moment de son décès, Baeckelmans était fiancé à une autre membre belge de la résistance: Marthe Doutreligne.
Le 17 mars 1919, Baeckelmans et 19 autres exécutés Anversois ont été réenterrés à Anvers. L'éloge funèbre a été prononcée ce jour-là par le cardinal Mercier.
Sa tombe se trouve à la borne P du cimetière Sint-Fredegandus à Deurne.

## Œuvre(sélection)[1]
Jozef Baeckelmans étant décédé relativement jeune, le nombre de maisons qu’il a construites était plutôt limité.
- 1903 : Waterloostraat 65, Anvers. Maison d’un citoyen. Style éclectique.
- 1903 : Guldenvliesstraat 62, 64 et 66, Berchem. Ensemble de trois maisons. Art nouveau.
- 1903 : Guldenvliesstraat 60, Berchem. Maison boutique avec appartements aux étages supérieures. Style néo-Renaissance.
- 1905 : Waterloostraat 49 et 51, Berchem: deux maisons de style Art nouveau construites par Baeckelmans pour sa propre mère. Les façades de ces maisons sont décorées de mosaïques remarquables.
- 1905: Dolfijnstraat 55, 57 et 59, Anvers. Trois maisons de style Art nouveau.
- 1908 : Transvaalstraat 28, Berchem. Grande maison de citoyen. Style éclectique.
- 1909 : Dolfijnstraat 61, 63 et 65, Anvers. Trois maisons de ville. Style éclectique.
- 1912 : Lange Nieuwstraat 93 et 95, Anvers. Deux boutiques relativement petites de style néo-classique.
- 1914 : Rijnpoortvest 8, Anvers. Le numéro 10 de cette maison est intégré comme une image miroir au numéro 8. Deux bâtiments de style Art nouveau construits à des fins de bureaux et de logements. Cette grande maison a été la dernière conçue par Jozef Baeckelmans avant sa mort tragique.

## Illustrations

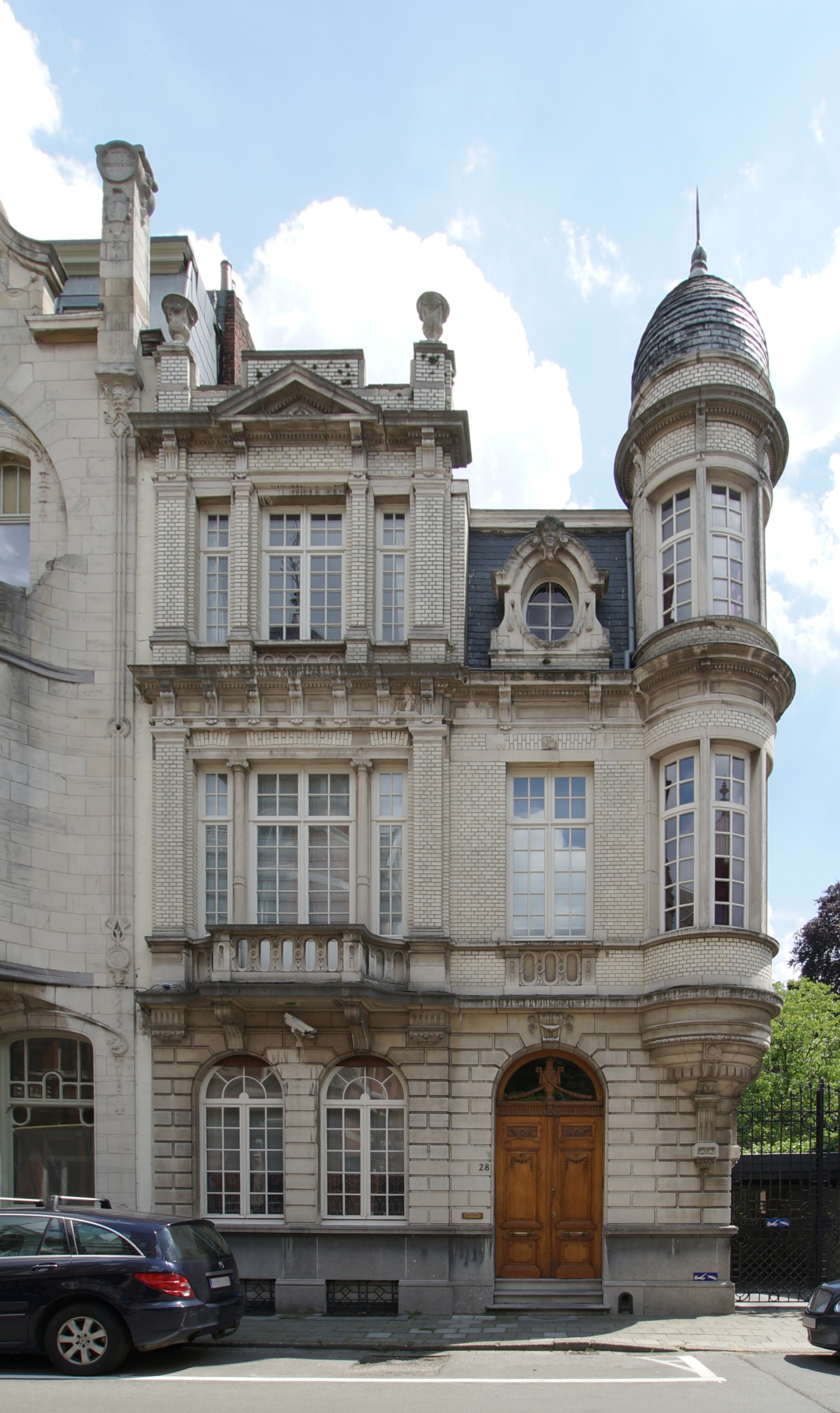
Berchem, Transvaalstraat 28 (1908).
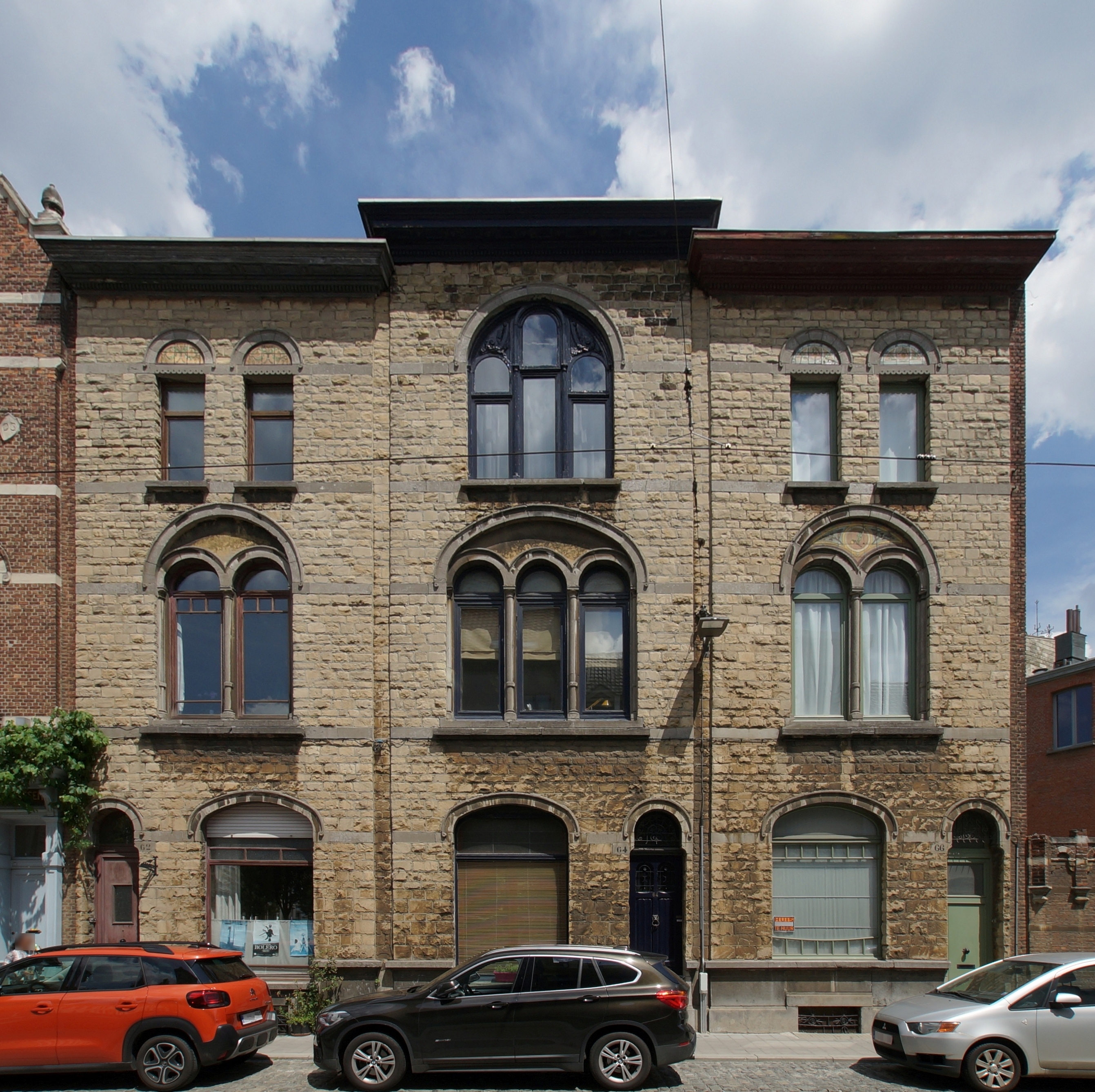
Berchem, Guldenvliesstraat 62-64-66 (1903).
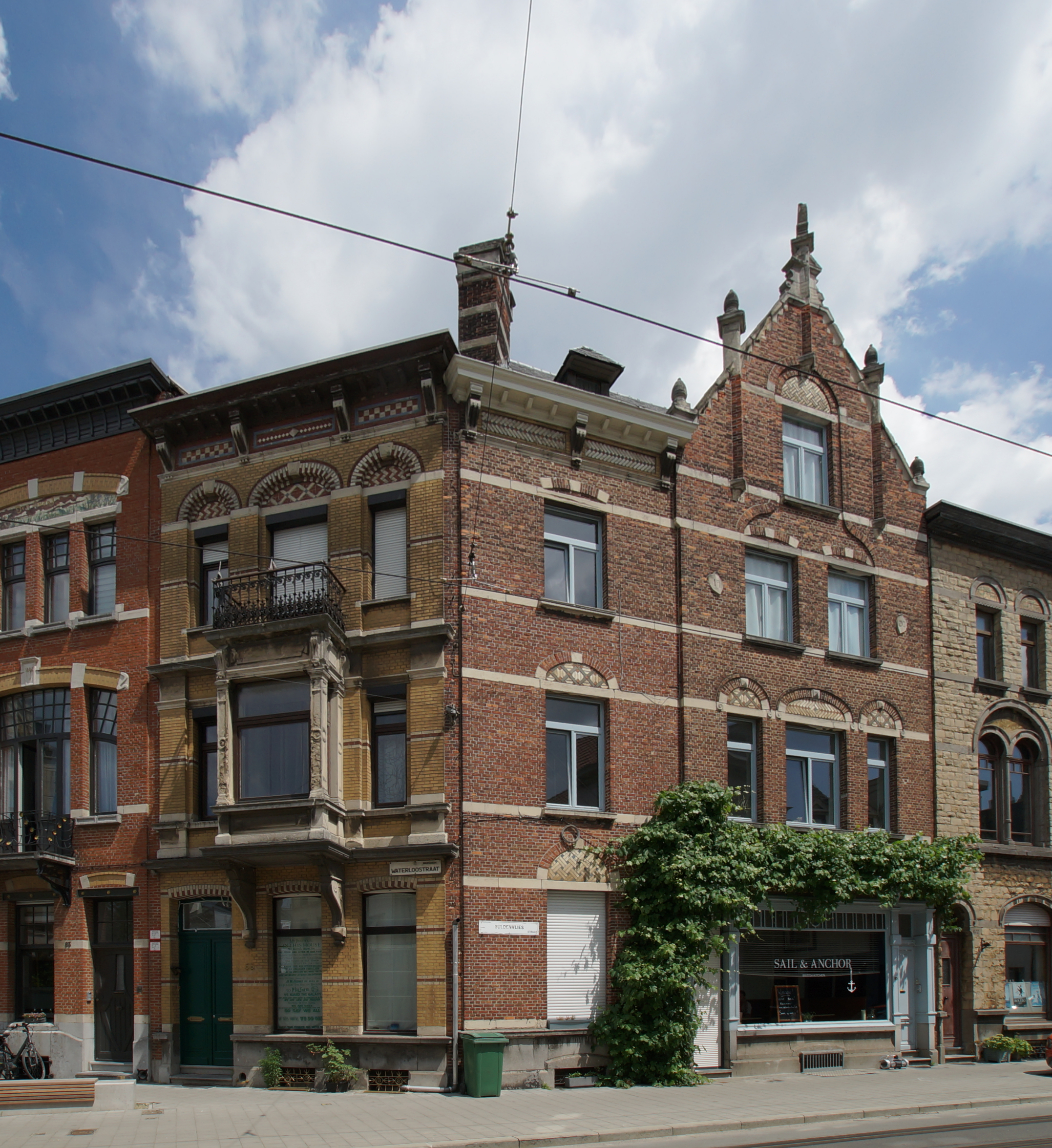
Berchem, Waterloostraat 65 (à gauche) et Guldenvliesstraat 60 (à droite) (1903).
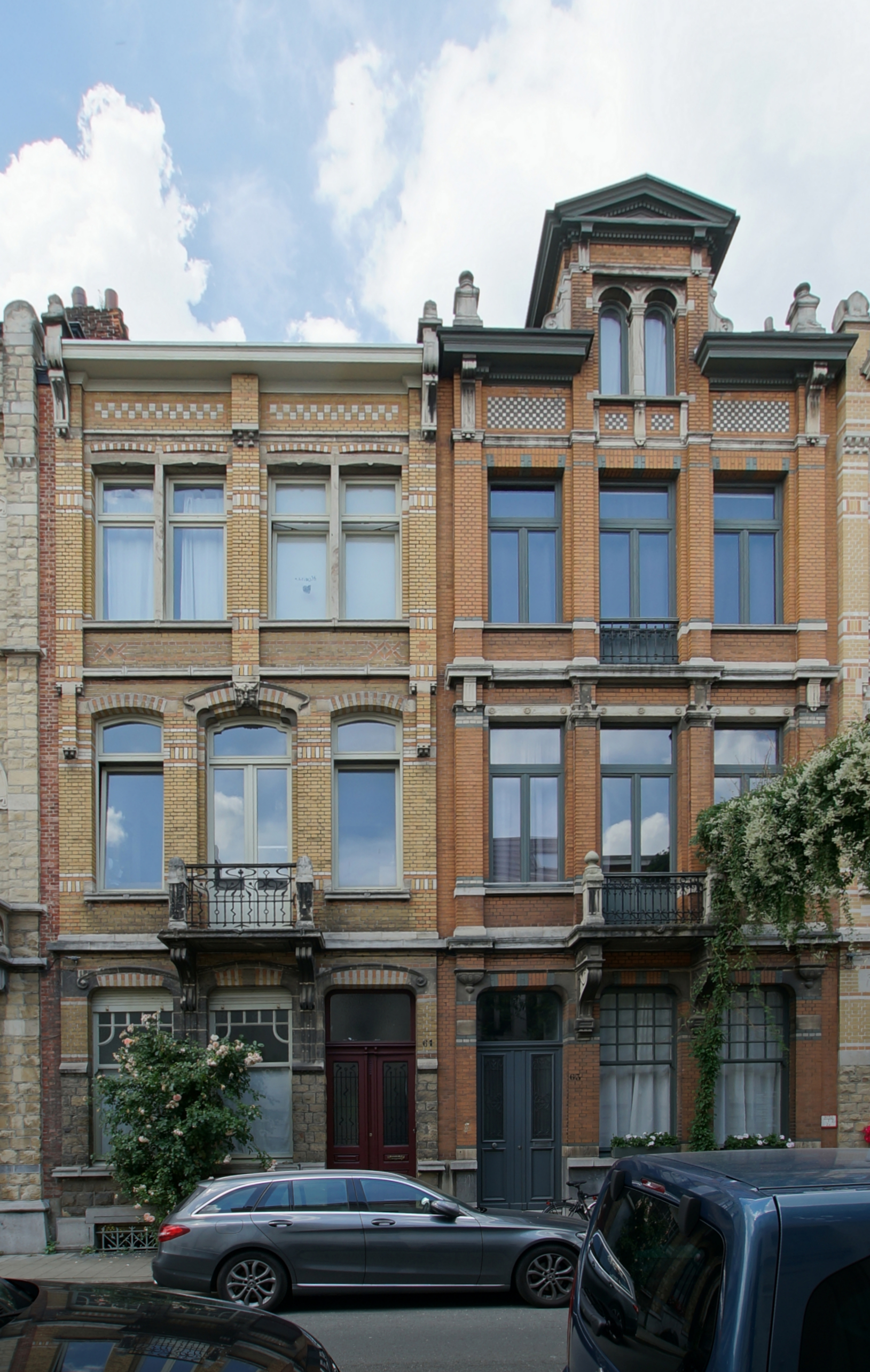
Anvers, Dolfijnstraat 93 (à gauche) en 95 (à droite) (1909).
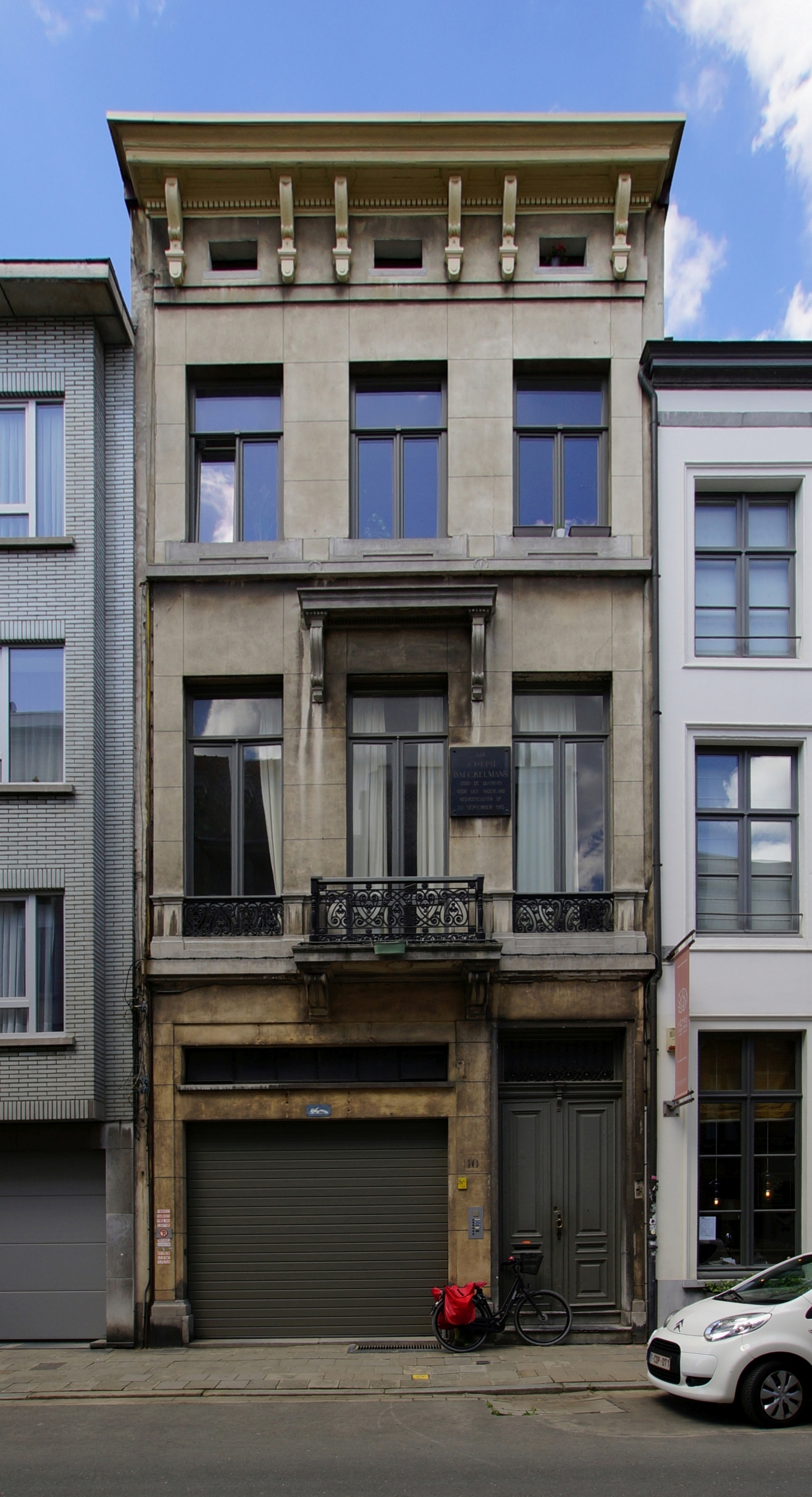
Anvers, Bredestraat 10. Demeure personnelle de l'architecte (1908 à 1914). Voir la plaque commémorative au premier étage.
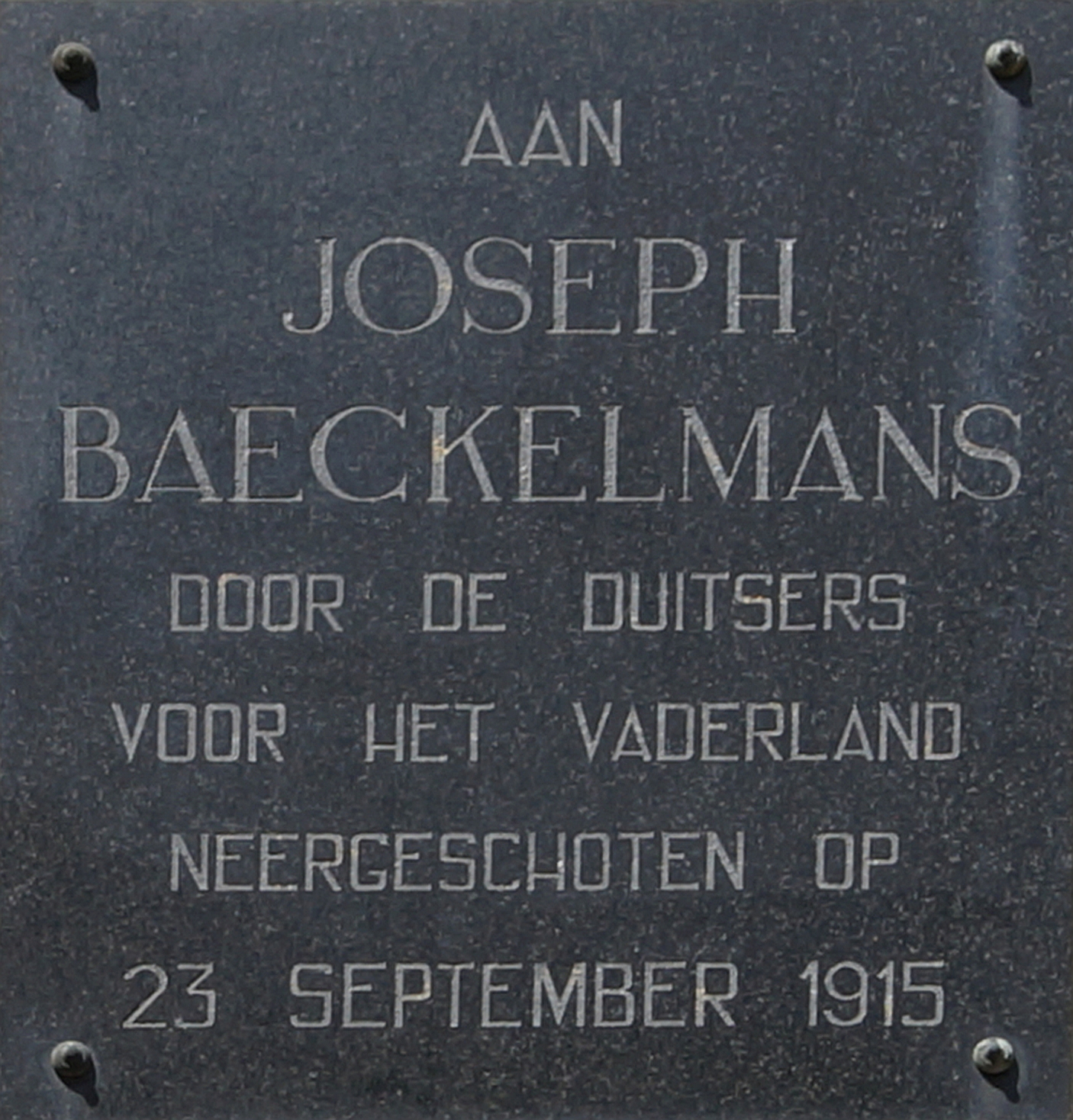
Anvers, Bredestraat 10. Plaque commémorative à la façade.